# Optotipo
Un optotipo es un instrumento optométrico utilizado para evaluar la agudeza visual y la visión de los colores.
Se denominan optotipos a las tablas que llevan impresas letras, números y figuras en diferentes tamaños, previamente determinados, y que se catalogan en décimas de visión.
Los optotipos se pueden presentar en pantallas retroiluminadas o en proyectores.
En la actualidad, de todos los optotipos que hay en el mercado el más utilizado es el conocido como Test de Snellen.